# Camille-Marie Stamaty
Camille-Marie Stamaty, né le 13 mars 1811 à Rome et mort le 19 avril 1870 à Maisons-Laffitte, est un pianiste, compositeur et pédagogue français.

## Biographie
Camille-Marie Stamaty est le fils de Constantin Stamaty (1761-1818), diplomate, et de Marie-Thérèse Nanine Surdun (1776-1846). Il a une sœur, Atala Stamaty (1803-1885) et un frère, Pie-Joachim-Amédée-Emmanuel Stamaty (1805-1831).
Élève de Friedrich Kalkbrenner, il fut l'un des professeurs de piano de Louis Moreau Gottschalk et Camille Saint-Saëns. 
Le 21 avril 1870, il est enterré au cimetière de Montmartre 14e division.